# Campagne de Bosnie-Herzégovine
crise d'Orient
La campagne de Bosnie-Herzégovine est une campagne militaire menée par l'Autriche-Hongrie afin d'affirmer et renforcer son contrôle sur la Bosnie-Herzégovine. Elle se déroule du 29 juillet au 20 octobre 1878, période pendant laquelle l'armée austro-hongroise fait face à une forte résistance locale.
Les Austro-Hongrois entrent en Bosnie par deux larges mouvements, l'un venant du Nord et pénétrant la Bosnie, l'autre du Sud et venant occuper l'Herzégovine. Les Austro-Hongrois rencontrent une résistance inattendue, devant livrer une série de combats qui culmine avec la prise de Sarajevo après dix-neuf jours de combats de rues. Dans les régions vallonnées environnantes, des actions de guérilla se poursuivent jusqu'à ce que le dernier retranchement résistant à l'occupation austro-hongroise ne tombe et que leur chef, Hadži Loja (en), ne soit capturé.
Non préparée, inférieure en nombre, en possession de pièces d'artillerie en mauvais état et sans grand soutien extérieur, l'armée austro-hongroise triomphe des Bosniaques et des quelques milliers de soldats ottomans au prix de lourdes pertes, dues aux violents combats de rue, surtout à Sarajevo.

## Contexte

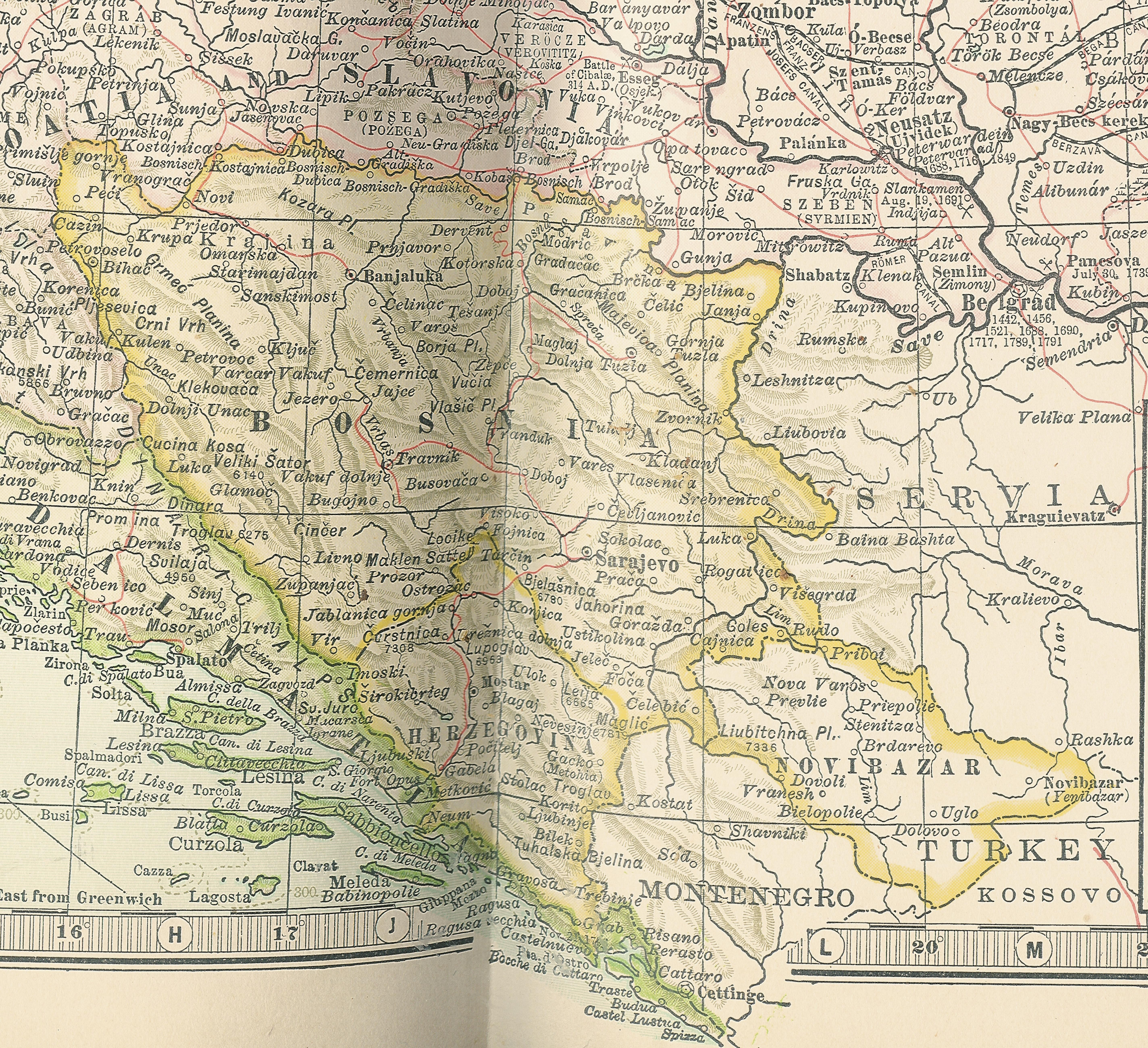
Carte de 1904 : Bosnie, Herzégovine et Novipazar.

Après la guerre russo-turque de 1877-1878 se tient le congrès de Berlin, en présence de toutes les grandes puissances. L'article 25 du traité de Berlin, signé le 13 juillet 1878, prévoit que la Bosnie et l'Herzégovine restent de jure sous souveraineté ottomane mais permet à l'empire d'Autriche-Hongrie d'occuper le vilayet de Bosnie pour une durée indéterminée, assurant son administration civile et militaire. Les Austro-Hongrois obtiennent également le droit d'occuper certains lieux stratégiques du sandjak de Novipazar :

« Les provinces de Bosnie et d'Herzégovine seront occupées et administrées par l'Autriche-Hongrie. Le Gouvernement d'Autriche-Hongrie ne désirant pas se charger de l'administration du sandjak de Novipazar qui s'étend entre la Serbie et le Monténégro dans la direction sud-est jusqu'au-delà de Mitrovitza, l'administration ottomane continuera d'y fonctionner. Néanmoins, afin d'assurer le maintien du nouvel état politique ainsi que la liberté et la sécurité des voies de communication, l'Autriche-Hongrie se réserve le droit de tenir garnison et d'avoir des routes militaires et commerciales sur toute l'étendue de cette partie de l'ancien vilayet de Bosnie.
À cet effet, les Gouvernements d'Autriche-Hongrie et de Turquie se réservent de s'entendre sur les détails. »

Bien que les Ottomans émettent des protestations quant à l'occupation de Novi Pazar, le Ministre austro-hongrois des affaires étrangères (en) Gyula Andrássy leur assure que cette occupation « devait être considérée comme provisoire ». L'expansion austro-hongroise vers le sud aux dépens des Ottomans était permise pour limiter l'influence russe dans les Balkans, et d'empêcher l'union de la Serbie et du Monténégro.
La Bosnie-Herzégovine restant nominalement ottomane, les Austro-Hongrois n'attendaient aucune résistance à leur occupation. Selon les termes d'Andrássy, ce devait être « une promenade en fanfare »(« Spaziergang mit einer Blasmusikkapelle »). C'était sous-estimer les sentiments pro-ottomans des Bosniaques musulmans (39 % de la population) et pro-serbes des Bosniaques orthodoxes (43 % de la population) d'autant que la Serbie venait d'obtenir son indépendance par les armes (en) et que l'Herzégovine s'était soulevée récemment contre le pouvoir ottoman. La résistance opposée à l'occupation austro-hongroise provient principalement de ces deux groupes, craignant la nouvelle puissance occupante, catholique. Mais même parmi les Croates catholiques (18 % de la population), l'occupation austro-hongroise rencontra des résistances, car les Habsbourg refusaient aux Croates de leur Empire l'unité de la Croatie. Les résistants furent considérés par le gouvernement austro-hongrois comme « non civilisés » (« unzivilisiert ») et (« traîtres » (« verräterisch »).

## Forces armées

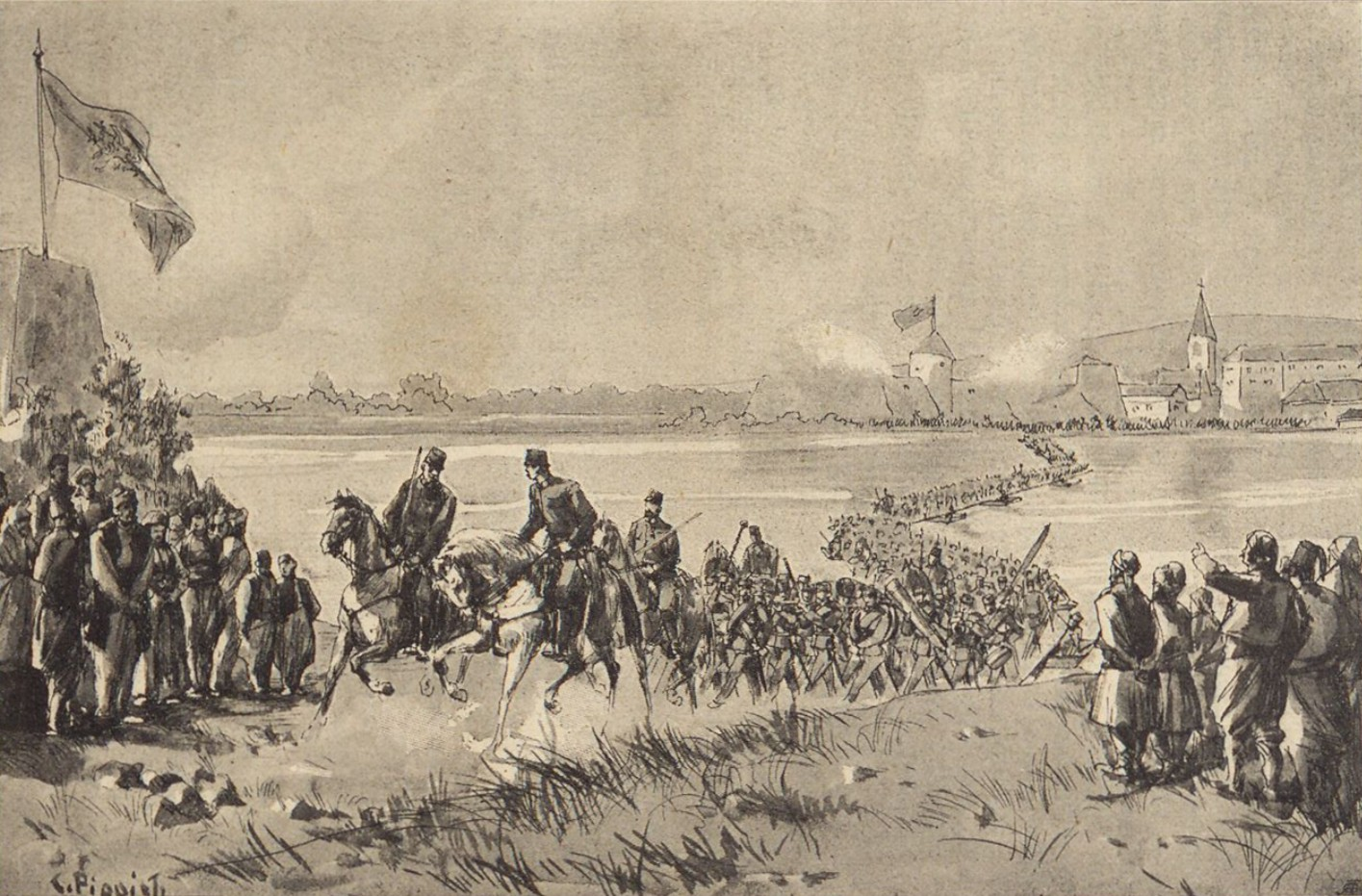
Le d'infanterie franchissant la Save, par (1905).

L'armée austro-hongroise se prépare à occuper la Bosnie-Herzégovine en procédant à une grande campagne de mobilisation. À la fin de juin 1878, une force de 82 113 hommes, 13 313 chevaux et 112 canons est constituée, comprenant les 6e, 7e, 10e et 18e divisions d'infanterie (de), ainsi qu'une armée d'arrière-garde, rassemblée en Dalmatie. Le commandant en chef est Josip Filipović (en) ; la 18e division d'infanterie, constituant l'avant-garde, est sous le commandement de Stjepan Jovanović, tandis que l'armée d'arrière-garde en Dalmatie est commandée par Gavrilo Rodić (en). Les manœuvres d'occupation de la Bosnie-Herzégovine commencent le 29 juillet 1878 et s'achèvent le 20 octobre.
L'armée ottomane présente en Bosnie-Herzégovine est alors constituée d'environ 40 000 hommes et 77 canons, à laquelle il faut ajouter les milices locales, fortes d'environ 93 000 hommes. Les Austro-Hongrois réalisent qu'ils doivent s'attendre à une résistance de la part des musulmans, lorsqu'ils comprennent que la fin de l'administration ottomane allait représenter pour ces musulmans une perte des privilèges établis par la charia.

## Occupation

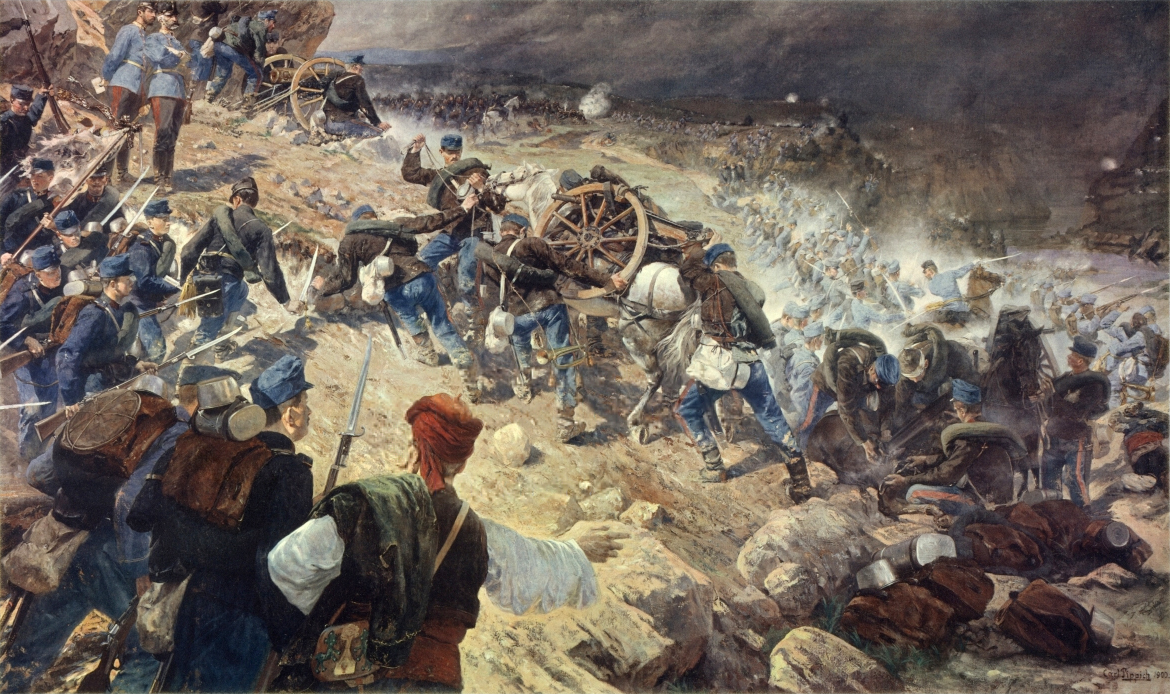
La bataille de Jajce, peinte par Karl Pippich

La première troupe d'occupation, le 13e corps d'armée (de) du général Filipović, franchit la Save entre Kostajnica et Gradiška. Les différentes Abteilungen sont rassemblées à Banja Luka et progressent sur la route longeant la rive gauche de la Vrbas. Ils rencontrent pendant leur trajet la résistance des musulmans menés par le derviche Hadži Loja (en), appuyés (presque sans s'en cacher) par les troupes ottomanes qui se repliaient. Le 3 août, des hussards austro-hongrois sont pris en embuscade près de Maglaj sur la Bosna, poussant Filipović à instituer la loi martiale. Le 7 août, une bataille rangée se déroule près de Jajce où les Austro-Hongrois perdent 600 hommes.
La seconde troupe d'occupation, forte des 9 000 hommes de la 18e division d'infanterie du général Stjepan Jovanović, quitte ses bases de la Dalmatie autrichienne pour avancer en longeant la Neretva,. Le 5 août, la division prend Mostar, capitale de l'Herzégovine,. Le 13 août, plus de 70 officiers et hommes de troupe hongrois sont tués à Ravnice. Face à cela, l'Empire mobilise les 3e, 4e et 5e corps d'armée (de).

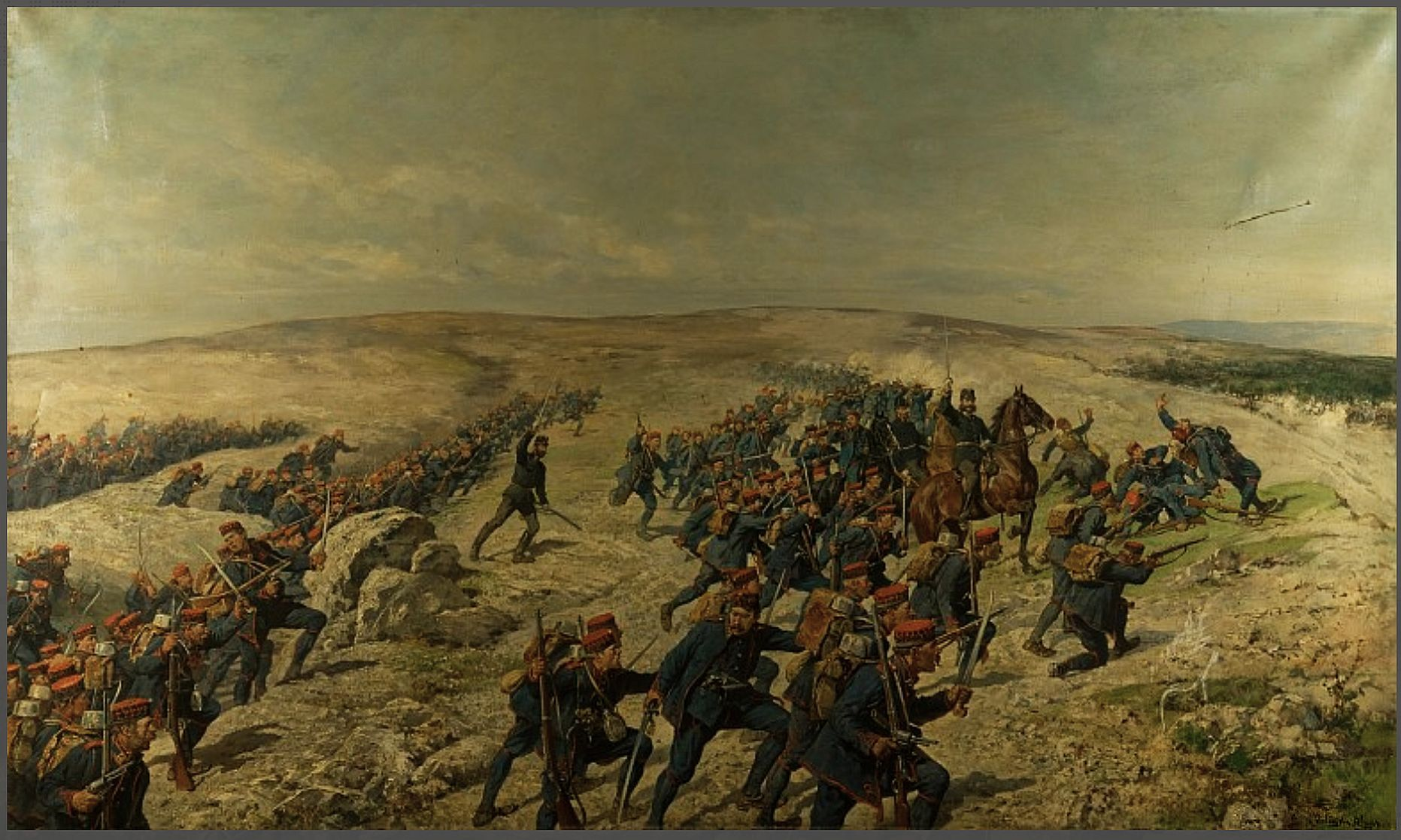
Assaut sur Livno, le 15 août 1878, par Julius von Blaas.

Les troupes austro-hongroises rencontrèrent dans cette région une forte opposition, tant de la population musulmane que de la population orthodoxe, livrant batailles dans les environs de Čitluk, Stolac, Livno et Klobuk. Malgré les difficultés face à Maglaj et Tuzla, la région de Sarajevo est occupée en octobre 1878.
Le mufti de Tuzla, Mehmet Vehbi Šemsekadić, organisa la résistance locale et, le 7 août 1878, il rassembla dans la ville environ 1 000 combattants, venus pour certains de Kladanj, Srebrenik, Lukavac et Zvornik. Ces hommes furent vaincus par les troupes autro-hongroises qui, le 22 septembre 1878, entrèrent dans Tuzla.

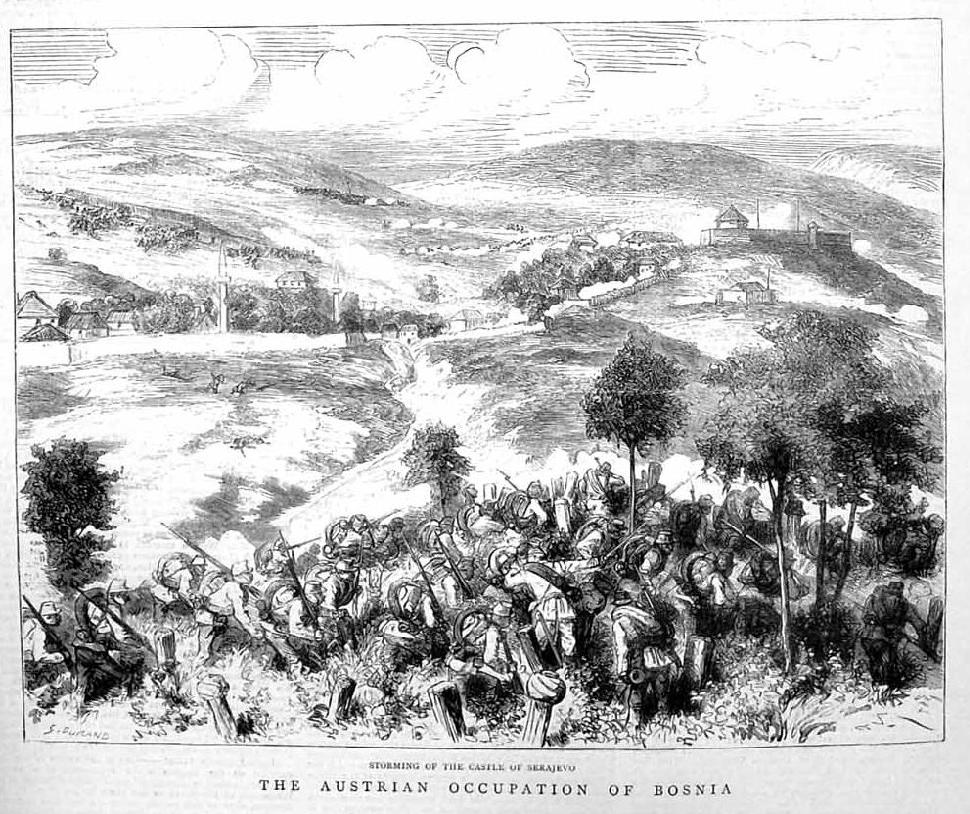
Prise d'assaut du château de Sarajevo, illustration parue dans The Graphic (1878).

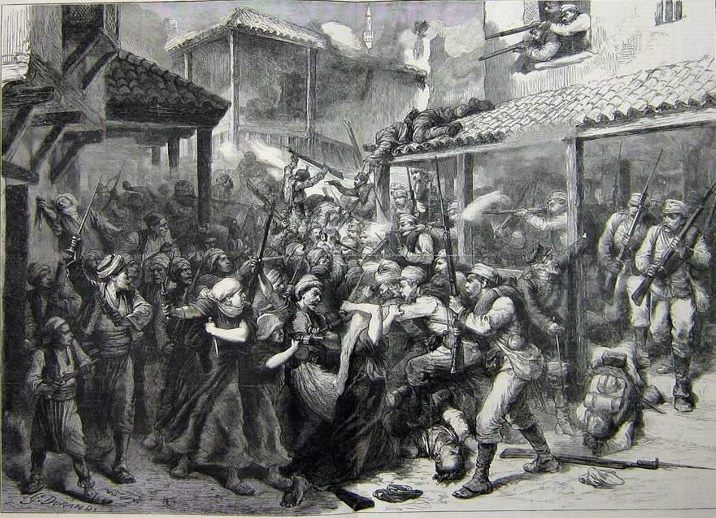
La Bataille pour Sarajevo, d'après Godefroy Durand, dans The Graphic (1878).

Le 19 août, la capitale bosnienne, Sarajevo, qui comptait alors 50 000 habitants, est prise d'assaut, à l'issue d'une bataille de rues, par une armée austro-hongroise appuyée par 52 canons,. La veille, Filipović avait arrêté l'ancien gouverneur ottoman de la ville, Hafez Pacha. Le rapport de l'état-major austro-hongrois (en) mentionne que « les petites fenêtres et les nombreux creux dans les toitures ont permis de tirailler dans différentes directions tout en assurant un couvert très efficace », et que « les insurgés se ruaient vers les maisons les plus proches, barricadaient toutes les entrées et engageaient un tir mortel contre l'infanterie d'assaut ». La ville est fortement endommagée.
Selon le rapport de Filipović : « Il s'ensuivit une des plus terribles batailles que l'on puisse concevoir. La troupe était la cible de tirs venant de chaque maison, de chaque fenêtre, de chaque porte entrouverte ; et même les femmes y prenaient part. Presque à l'entrée ouest de la ville, l'hôpital militaire était rempli d'insurgés malades et blessés. »
Les forces d'occupation déplorèrent 57 tués et 314 blessés parmi les 13 000 soldats déployés lors de l'opération. Elles estimèrent les pertes parmi les insurgés à environ 300 morts, sans prendre toutefois la peine d'estimer les victimes civiles. Les jours qui suivirent, de nombreux jugements sommaires expédièrent devant le peloton d'exécution des personnes accusées d'avoir participé à la résistance.
Après avoir perdu Sarajevo, les forces résistantes se replièrent dans les régions montagneuses autour de la ville, et ils y poursuivirent leurs actions  pendant plusieurs semaines. Hadži Loja fut capturé le 3 octobre dans le canyon de la Rakitnica par le 37e régiment d'infanterie (« k.u.k. Infanterieregiment „Erzherzog Joseph“ Nr. 37 »). D'abord condamné à mort, sa peine est par la suite commuée en une peine de cinq ans de prison. Dans le nord-ouest, le château de Velika Kladuša se rendit le 20 octobre, marquant la fin de la campagne militaire.
Toutefois, les tensions restèrent vivaces dans certaines parties de la région occupée, particulièrement en Herzégovine qui connut une émigration de masse, principalement de musulmans insoumis, vers l'Empire ottoman. Néanmoins, une stabilité relative fut rapidement atteinte, permettant bientôt aux autorités austro-hongroises de se lancer dans de nombreuses réformes sociales et administratives, désirant faire de la Bosnie et de l'Herzégovine une « colonie modèle ». Ayant pour objectif d'introduire dans la province un modèle de stabilité politique qui permettrait de dissiper l'ascension des nationalismes parmi les Slaves méridionaux, le pouvoir des Habsbourg s'attache à codifier les lois, à introduire de nouvelles pratiques politiques, et à subvenir aux besoins de modernisation de la région.

## Conséquences
L'Empire austro-hongrois a été contraint, pour mener à bien cette opération, de mobiliser cinq corps d'armée, rassemblant 153 300 hommes, et 112 canons pour soumettre la Bosnie et de l'Herzégovine. L'état-major austro-hongrois estime à 79 000 le nombre des résistants armés, appuyés illégalement par les 13 800 soldats ottomans et ses 77 canons. Les pertes austro-hongroises s'élèvent à 5 000 hommes : 946 morts, 272 disparus et 3 980 blessés. Quant aux pertes subies par les résistants et leurs soutiens ottomans, il n'existe aucun décompte précis.
Les pertes importantes du côté des Austro-Hongrois, et la forte opposition rencontrée parmi la population à cette action militaire ont donné suite à des échanges vifs entre commandement militaire et chefs politiques. Pendant la campagne, un article dans le journal hongrois de langue allemande Pester Lloyd, critiquant le manque de préparation de l'armée pour une occupation militaire, a été censuré sur ordre de l'empereur-roi François-Joseph. Poussé à bout, Gyula Andrássy, critiqué pour avoir négocié la mise en place de l'administration austro-hongroise dans les deux vilayets, préfère démissionner le 8 octobre 1879.

## Mémoire
Le musée d'histoire militaire de Vienne présente une exposition concernant la campagne de 1878. Elle comporte plusieurs objets personnels ayant appartenu au général Filipović, une bannière des résistants et des armes prises aux Ottomans,.